# John Stands-in-Timber
John Stands-in-Timber (1884-1967) fou un intel·lectual xeiene. Historiador tribal dels North Cheyenne i membre fundador de l'American Indian Historical Society. També ocupà diversos càrrecs a l'administració tribal. Autor de Cheyenne memories (1967), recull d'històries orals. Una segona edició del mateix llibre es va fer el 1998.